# Horatosphaga serrifera
Horatosphaga serrifera är en insektsart som beskrevs av Hermann Rudolph Schaum 1853. Horatosphaga serrifera ingår i släktet Horatosphaga och familjen vårtbitare. Inga underarter finns listade i Catalogue of Life.